# Giulietta De Riso
Giulietta De Riso (Smirne, 16 luglio 1896 – Roma, 17 aprile 1988) è stata un'attrice italiana.

## Biografia
Attrice teatrale (negli anni Venti fu nella compagnia di Luigi Almirante, con Italia Almirante e Tullio Carminati e nel 1928 fondò una propria compagnia con Memo Benassi) e cinematografica; sul grande schermo debuttò nel 1911 a tredici anni con cortometraggi prodotti da Arturo Ambrosio per la Ambrosio Film accanto a Giuseppe De Riso.
Fino al 1917 recitò in quasi venti pellicole, tra le quali I promessi sposi diretto da Eleuterio Rodolfi nel 1913. Ebbe come partner Mario Bonnard, Carlo Campogalliani e Gigetta Morano. Nel periodo sonoro la sua presenza fu sporadica; apparve in quattro film tra il 1934 al 1957. Rilevante il suo ruolo di Isabella Pietramelara nella prima versione sonora di Il cardinale Lambertini diretto da Parsifal Bassi. Nel 1936 incise con Rodolfo De Angelis ed Ernesto Ferrero il 78 giri È un tango, dialogo scherzoso a tre voci diretto da Mario Consiglio. Ha lavorato anche alla radio e nel 1944 fu tra gli interpreti della rivista di Mario Amendola Scandalo al collegio con Erminio Macario. Era sorella maggiore dello sceneggiatore Arpad e parente degli attori Alfonso, Camillo e Giuseppe.

## Filmografia
- Il cero della vita - cortometraggio (1911)
- La dannazione di Caino, regia di Luigi Maggi - cortometraggio (1911)
- Uno strano invito a pranzo - cortometraggio (1911)
- Mater dolorosa, regia di Mario Caserini (1913)
- Il bersaglio vivente, regia di Luigi Maggi - cortometraggio (1913)
- Per il mio amore - cortometraggio (1913)
- La tratta dei fanciulli - cortometraggio (1913)
- Gigetta non è gelosa - cortometraggio (1913)
- I promessi sposi, regia di Eleuterio Rodolfi (1913)
- La torre dei vampiri, regia di Gino Zaccaria - cortometraggio (1913)
- Napoleone, epopea napoleonica, regia di Edoardo Bencivenga (1914)
- L'eredità della laguna, regia di Enrico Novelli (1914)
- Addio felicità!, regia di Enrico Novelli (1914)
- Fiorenza mia!, regia di Enrico Novelli (1915)
- Il più grande amore, regia di Enrico Novelli - cortometraggio (1915)
- La moglie del dottore, regia di Giovanni Zannini (1916)
- La crociata degli innocenti, regia di Alessandro Blasetti, Gino Rossetti e Alberto Traversa (1917)
- Crevalcore, regia di Romolo Bacchini (1917)
- Il cardinale Lambertini, regia di Parsifal Bassi (1934)
- Abbandono, regia di Mario Mattoli (1940)
- Finalmente sì, regia di László Kish (1943)
- Mattino di primavera, regia di Giacinto Solito (1957)

## Riviste teatrali
- Scandalo al collegio, di Mario Amendola, musiche di Pasquale Frustaci, regia di Erminio Macario (1944).

## Prosa radiofonica
- Lumie di Sicilia, di Luigi Pirandello, regia di Luigi Maggi, trasmessa il 17 novembre 1939.

## Fonti
- Giulietta De Riso Filmography - Mix-Movie.com, su www.mix-movie.com. URL consultato il 15 agosto 2023.